# Игор Васиљев
Игор Васиљев (Београд, 17. мај 1928 — Ћуприја, 10. април 1954) био је српски сликар.

## Биографија
Игор Васиљев рођен је 1928. године у породици руских емиграната Валентине Коваљскаје Јустинове и Алексеја Алексејевича Васиљева који су се упознали у Београду, похађајући школу сликања. Живећи у породици сликара, Игор је сликањем почео да се бави одмалена. У гимназији ће своје другове заразити сликарством, па ће они сликати у атељеу на сојеницама, које су на обали Саве сами склепали од украдених балвана. После матуре уписује Академију ликовних уметности у Београду 1948. године.
Био је несташног, пустоловног духа и бурног темперамента, волео је да се излаже опасностима разне врсте. Живот је за њега био непрестани узбудљиви доживљај. Живео је бурно, брзо, журећи да све што пре обави на овом свету, па се још пре матуре жени школском другарицом. Ускоро постаје отац девојчице Светлане. На Ликовној академији његов слободоумни и неспутани дух је у непрестаној колизији са соцреалистичким назорима професора, тако да често долази у сукобе, што кулминира када на Академији добија, неуобичајено, најнижу оцену.
„Непријатељска делатност у циљу спровођења терора и различитих диверзија, недозвољено поседовање оружја, читање и растурање антикомунистичке литературе, чланство у илегалној организацији Демократска омладина Југославије”, гласи оптужница по којој Игора са друговима Окружни суд у Београду осуђује на годину, а Врховни, по жалби тужиоца, преиначава пресуду и повећава је на три године робије. После једанаест месеци уследила је амнестија.
Изашавши на слободу, уписује историју уметности на Филозофском факултету 1952. године и непрестано слика. Убрзо приређује самосталну изложбу слика и цртежа и бива примљен у Удружење ликовних уметника као његов најмлађи члан. Трагично је изгубио живот, под неразјашњеним околностима, испавши из воза на екскурзији, на путу за манастир Раваницу 10. априла 1954. године, у близини Ћуприје. Некролог Васиљеву објавиће М. Милошевић у "Видицима" број 9. за 1954. годину, посебно апострофирајући његову слику "Аутопортрет" која је била изложена на УЛУС-овој Пролећној изложби те године.
За собом је оставио 120 слика и велики број цртежа. Преко стотину његових цртежа остало је у затвору у Забели којима се заметнуо сваки траг.
Документарни филм о његовом животу под насловом „Лавиринти Игора Васиљева” је снимљен 2019.

## Изложбе

### Самосталне:
- УЛУС, Београд, 1953,
- ЛИКУМ Салон, Загреб, 1953,

### Групне:
- УЛУС, Београд, 1953,
- Салон Охридског лета, Охрид, 1965,

### Меморијалне:
- УЛУС, Београд, 1955,
- УЛУС, Београд, 1964,
- Галерија 73, Београд, 1976,
- Модерна галерија, Ваљево, 1988,
- Галерија РТС-а, Београд, 2008,
- Галерија Хексалаб - Фондација Плаво, Београд, 2014,